# Joseph-Clair Reyne
Pour les articles homonymes, voir Reyne.
Joseph-Clair Reyne (2 janvier 1824, Valensole - 14 novembre 1872, Pointe-à-Pitre) est un ecclésiastique français, évêque de Guadeloupe et Basse-Terre de 1870 à 1872 et père conciliaire au concile Vatican I.

## Biographie
Joseph-Clair Reyne est né en 1824 à Valensole (Basses-Alpes), il entre à dix-sept ans au grand séminaire de Digne et est ordonné prêtre le 17 juin 1848. Il exerce son ministère d'abord dans sa ville natale, puis à Reillanne. En 1853, il devient aumônier de la Flotte pour dix-huit ans. Il embarque sur la Bretagne. Sur proposition du ministre de la Marine, il est nommé chevalier de la Légion d'honneur en 1855 puis promu officier du même ordre le 9 août 1858. Il est notamment aumônier de la division des côtes d'Irlande.
Par décret du 29 décembre 1869 il est nommé évêque de Guadeloupe et Basse-Terre, confirmé dans sa nomination par le consistoire du 21 mars suivant. Il reçoit en l'église Saint-Louis-des-Français à Rome la consécration épiscopale le 18 avril 1870, des mains du cardinal Donnet assisté par Joseph Hippolyte Guibert, futur cardinal, et par André Raess. Il reste alors à Rome où il participe au premier concile œcuménique du Vatican et prend part à tous ses actes, y compris la définition du dogme de l'infaillibilité pontificale.
Le concile terminé, il arrive en Guadeloupe le 22 février 1871. L'incendie qui ravage Pointe-à-Pitre le 18 juillet 1871 le pousse à partir en France pour quêter des subsides pour aider la reconstruction de la ville et soulager les sinistrés. Quand il revient après sept mois, il est terrassé par un accès de fièvre. Il meurt le 14 novembre 1872.

## Armes
D'azur au navire d'argent voguant sur une mer du même, sommé d'une étoile à 6 rais d'or.

## Distinctions
- Officier de la Légion d'honneur (9 aout 1858)[5]